# Kill Your Idols
I Kill Your Idols sono stati un gruppo hardcore punk statunitense formato a Long Island, New York, nel 1995 e scioltosi nel 2007.
Con la SideOneDummy hanno pubblicato Funeral for a Feeling (2007), uno split con i 7 Seconds nel 2004 e From Companionship to Competition (2005). Tra le altre pubblicazioni, No Gimmicks Needed e This Is Just the Beginning... sono state pubblicate dall'etichetta hardcore newyorkese Blackout! Records, posseduta e diretta da Bill Wilson.
La formazione ha pubblicato vari EP e split con altri gruppi, tra i quali Full Speed Ahead, Fisticuffs, Voorhees, Good Riddance e Poison Idea, tracce incluse in compilation e album di studio negli undici anni di carriera. Gran parte delle loro opere sono state pubblicate sia in CD che in vinile.
Musicalmente sono stati influenzati da band come Poison Idea, Negative Approach, Sheer Terror, Agnostic Front, Minor Threat, Warzone, Sick of It All e 7 Seconds. I Kill Your Idols erano caratterizzati per una grande velocità di esecuzione, sonorità grezze e cantati urlati. Seppur con forti influenze dell'hardcore californiano e di Washington, i Kill Your Idols sono considerati un gruppo New York hardcore.

## Formazione

### Ultima
- Andy West - voce
- Gary Bennett - chitarra
- Brian Meehan - chitarra
- Paul Delaney - basso
- Raeph Glicken - batteria
- Mike D'Lorenzo - basso
- Vinnie Value - batteria

### Ex componenti
- Jim Conaboy - batteria
- Dave Oster - batteria
- Ron Grimaldi - batteria
- Joe Martin - batteria
- John Leonardi - basso
- Mike Walter - chitarra
- John Abarno - chitarra
- Dan Lurch - basso
- Mike Disseto - chitarra

## Discografia

### Album in studio
- 2000 - No Gimmicks Needed (Blackout!)
- 2001 - Funeral for a Feeling (SideOneDummy)
- 2002 - Kill Your Idols (Reflections)
- 2003 - The Skinnier Years (State of Grace)
- 2005 - From Companionship to Competition (SideOneDummy)

### Album dal vivo
- 2005 - Live at CBGB (Blackout!)

### Raccolte
- 2008 - Something Started Here 1995-2007 (Lifeline

### EP
- 1997 - EP da 12" (None of the Above Music)
- 1999 - This Is Just the Beginning (Blackout)
- 2002 - The Skinnier Years (Vicious Circle Records)
- 2006 - For Our Friends (Underestimated Records)
- 2007 - Salmon Swim Upstream (Vicious Circle Records)

### Split
- 1998 - I Hate The Kids (con i Fisticuffs, Motherbox)
- 2000 - Kill Your Idols/The Nerve Agents (Mankind)
- 2000 - Voorhees/Kill Your Idols (Indecision)
- 2001 - Kill Your Idols/Good Riddance (Jade Tree)
- 2003 - Kill Your Idols/Crime in Stereo (Blackout!)
- 2004 - Kill Your Idols/Full Speed Ahead (Hellbent)
- 2006 - Bipolar Hardcore Split 7" (con i Poison Idea, TKO Records)